# La bambina di neve e altri racconti
La bambina di neve e altri racconti (in originale inglese The Snow-Image, and Other Twice-Told Tales) è l'ultima raccolta di racconti pubblicata in vita da Nathaniel Hawthorne, alla fine 1851 con copyright del 1852. Il titolo riprende i precedenti Racconti narrati due volte, del 1837.
In Italia i racconti sono stati inclusi parzialmente in diverse raccolte, per poi essere pubblicati integralmente nel volume Tutti i racconti.